# Солдат (фильм, 1982)
«Солдат» (англ. The Soldier) — кинофильм в жанре боевик 1982 года.

## Сюжет
Террористы захватили атомную бомбу и угрожают взорвать её на нефтяном месторождении в Саудовской Аравии, если Израиль не выведет свои поселения с Западного берега реки Иордан. При взрыве бомбы будет уничтожено 50% запасов нефти на Ближнем востоке, что вызовет нефтяной кризис. Есть подозрение, что за этой угрозой стоит КГБ. Американский президент рассматривает возможность войны с Израилем для того, чтобы спасти мир от нефтяного кризиса. Премьер-министр Израиля, узнав об этом, приказывает подготовить ядерную атаку на Саудовскую Аравию.
Агенту ЦРУ, имеющему оперативный псевдоним «Солдат» (Кен Уол), поручается важная задача - остановить террористов. Он связывается с директором ЦРУ в консульстве США в Западном Берлине, однако директор ЦРУ в момент разговора убит. После неудавшегося разговора «Солдат» сбегает из консульства США, и направляется в консульство Израиля. «Солдат» и его команда начинают сотрудничество с израильской разведкой Моссад, в лице руководителя тайных операций Сюзан Гудман (Альберта Ватсон).
Учитывая угрозы со стороны КГБ и возможное уничтожение большой части мировых запасов нефти, Моссад решает дать военный ответ, чтобы предотвратить взрыв бомбы в Саудовской Аравии. Команда «Солдата» захватывает пусковую установку МБР в Смитовском центре, в Канзасе, и получает возможность запустить ракету. Одновременно «Солдат» и Сюзан Гудман совершают прыжок на машине через Берлинскую стену, и оказываются в Восточном Берлине. Встретившись там с резидентом КГБ Иваном (Джереми Салливан) они заявляют: если их атомная бомба в Саудовской Аравии будет взорвана, его команда в Смитовском центре запустит ракету с ядерной боеголовкой на Триполи. Данный ультиматум вынуждает КГБ отказаться от взрыва бомбы в Саудовской Аравии, и демонтировать её.

## В ролях
- Кен Уол — Солдат.
- Альберта Ватсон — Сюзан Гудман, резидент Моссада.
- Джереми Салливан — резидент КГБ "Иван".
- Клаус Кински — агент КГБ "Драча".
- Вильям Принс — Президент.
- Рон Харпер[англ.] — директор ЦРУ.
- Жоаким ди Алмейда — боец из отряда Солдата.
- Питер Хутен — боец из отряда Солдата.
- Стив Джеймс — боец из отряда Солдата.
- Александр Спенсер — боец из отряда Солдата.

## Интересные факты
- В сцене тренировки где «Солдат» освобождает заложников, показаны улицы города и афиша с фильмом The Exterminator. Это отсылка к предыдущему фильму Джеймса Гликенхауса «Мститель».
- В конце фильма показаны виды Манхэттэна и статуи свободы. Это опять является отсылкой к фильму «Мститель» - в конце фильма показаны эти-же кадры.